# حزب البعث العربي الاشتراكي - قطر اليمن
المؤسس هو الدكتور عبد الوهاب محمود عبد الحميد
حزب البعث العربي الاشتراكي - قطر اليمن حزب سياسي يمني تأسس في منتصف الخمسيات، حصل على قرار التسجيل لممارسة نشاطه في 31 ديسمبر 1995م.
كان هناك حزب واحد بهذا الاسم في اليمن حتى نهاية 1994، وبعد ذلك بسبب الخلافات بين قيادته أنقسم إلى حزبين هما:
1. "حزب البعث العربي الاشتراكي - قطر اليمن"، (موالي لسوريا) وحصل على قرار التسجيل لممارسة نشاطه في 31 ديسمبر 1995م.
2. حزب البعث العربي الاشتراكي القومي قطر اليمن، (موالي للعراق( وحصل على قرار التسجيل لممارسة النشاط في 10 فبراير 1997م.